# Isabella Gomez
Isabella Gomez (Medellín, 9 de fevereiro de 1998) é uma atriz colombiana, que ficou conhecida por interpretar Elena Alvarez na série original Netflix, One Day at a Time.  Gomez já trabalhou em papéis menores em Modern Family e Matador

## Carreira
Isabella começou a atuar em comerciais aos 5 anos de idade. Sua família se mudou para Orlando, Flórida, quando tinha 10 anos, onde recebeu aulas de um treinador vocal para ajudar a moderar seu sotaque. Em 2015, sua família mudou-se para Los Angeles para melhorar sua capacidade de seguir uma carreira de atriz. Depois de aprender e trabalhar em alguns anúncios comerciais, Gomez conseguiu o papel de Cristina Sandoval, uma filha adolescente de Maritza (Elizabeth Peña) e Javi (Julio Oscar Mechoso) na série de TV "Matador" de 2014. Em seguida, ela reservou um pequeno papel na comédia "Modern Family", onde ela interpretou Flavia, em 2016. 
Ela está atualmente trabalhando na série na original da Netflix "One Day at a Time" desde 2017, onde Isabella Gomez interpreta Elena, a ativista filha de Penelope (Justina Machado), que revela sua orientação sexual como lésbica na 1ª temporada. A série foi desenvolvida por Gloria Calderon Kellett e Mike Royce, e lançada em 6 de janeiro de 2017.  

## Filmografia

### Filmes
| Ano  | Titulo                             | Papel | Notas          |
| ---- | ---------------------------------- | ----- | -------------- |
| 2019 | A Cinderella Story: Christmas Wish | Isla  |                |
| 2020 | Initiation                         | TBA   |                |
| TBA  | Jelly                              |       | Curta-metragem |

### Televisão
| Ano           | Título                      | Papel             | Notas                           |
| ------------- | --------------------------- | ----------------- | ------------------------------- |
| 2014          | Matador                     | Cristina Sandoval | 7 episódios                     |
| 2016          | Modern Family               | Flavia            | Episódio: "The Party"           |
| 2017–2020     | One Day at a Time           | Elena Alvarez     | Elenco Principal                |
| 2019–presente | Big Hero 6: The Series      | Megan (voz)       | Elenco recorrente; 2ª temporada |
| 2019          | Star vs. the Forces of Evil | Mariposa (voz)    | Episódio: "Gone Baby Gone"      |
| 2021          | Head of the Class           | Alicia Gomez      | Papel Principal                 |